# Зубцовський округ
Зубцовський район (рос. Зубцовский район) — муніципальний район у складі Тверської області Російської Федерації.
Адміністративний центр — Зубцов.

## Адміністративний устрій
До складу району входять одне міське та 7 сільських поселень:
1. Міське поселення — місто Зубцов
2. Вазузьке сільське поселення
3. Дорожаєвське сільське поселення
4. Зубцовське сільське поселення
5. Княжьєгорське сільське поселення
6. Погорельське сільське поселення
7. Столипінське сільське поселення
8. Ульяновське сільське поселення